# Selecció de futbol de Malàisia

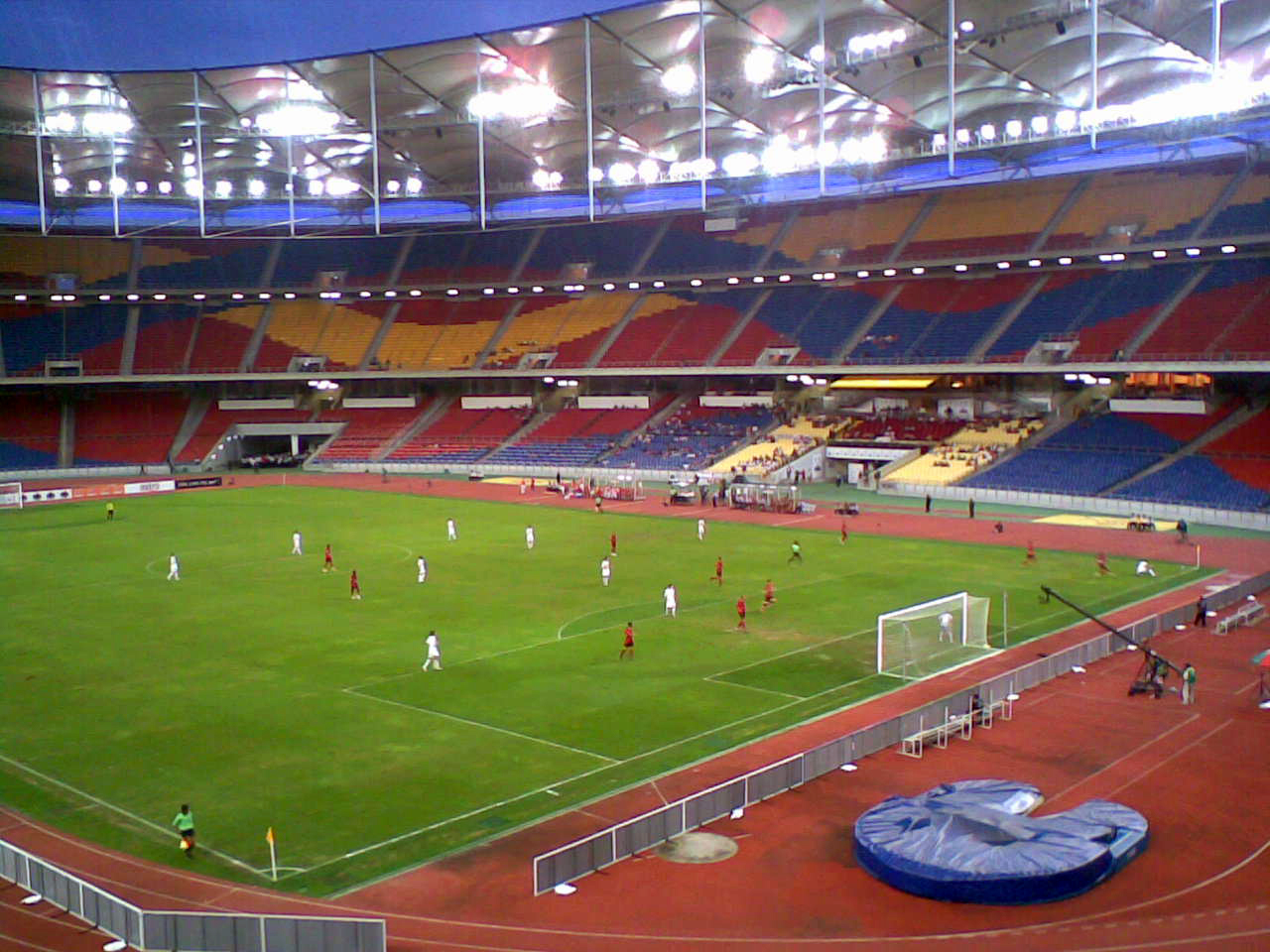
Bukit Jalil Stadium

La selecció de futbol de Malàisia representa Malàisia en les competicions de futbol de la FIFA. Fou fundada al 1933 i va afiliar-se a la institució al 1954. L'equip està coordinat per l'Associació de Futbol de Malàisia, ens pertanyent a la FIFA i a l'AFC.
El seu estadi com a local és l'Estadi Nacional de Bukit Jalil.
La selecció de Malàisia és poc representativa del continent asiàtic, però ja ha aconseguit disputar tres Copes d'Àsia i una Olimpíada. Ha tingut un cert èxit durant la dècada dels 1970 i 1980. De fet, fou al 1972 i 1976 quan Malàisia aconsegueix classificar-se per als Jocs Olímpics. L'equip ha participat en el boicot dels Jocs Olímpics durant la invasió soviètica de l'Afganistan.